# Liste von Phonographenherstellern in den Vereinigten Staaten
Nachstehende Auflistung der Phonographenherstellern in den Vereinigten Staaten beschreibt jene Unternehmungen, die sich der Herstellung sowie des Vertriebs von Phonographen und Graphophonen widmeten. Des Weiteren werden  die Verknüpfungen der Unternehmen untereinander zu jener Zeit aufgezeigt, um die Strukturen innerhalb der akustischen Periode der Musikindustrie aufzuzeigen.

## Phonograph- und Graphophonhersteller
| Phonographenhersteller           | Gründungsjahr | Kurzbeschreibung des Herstellers |
| -------------------------------- | ------------- | --- |
| Alabama Phonograph Co.           | 1889          | Die Alabama Phonograph Co. (Alabama Phonograph Company) war eine Regionalgesellschaft der North American Phonograph Co. mit Sitz in Anniston, Alabama. Präsident der Gesellschaft war Charles A. Cheever. Vertriebsgebiet war der US-Bundesstaat Alabama. → Siehe auch: North American Phonograph Company. |
| American Graphophone Co.         | 1887          | Die American Graphophone Co. (American Graphophone Company) wurde am 28. März 1887 (offiziell anerkannt am 15. Mai 1887) von James Clephane, Angrew Devine und John H. White gegründet. Erster Generalmanager war Edward D. Easton. Thomas Hood Macdonald oblag die Leitung der Produktionsstätte in Bridgeport, Connecticut. Geschäftsziel war die Herstellung und der Verkauf von Diktiergeräten unter Lizenznahme der in der Volta Graphophone Co. gebündelten Patente von Chichester Alexander Bell und Charles Sumner Tainter. → Siehe auch: American Graphophone Company und Graphophon. |
| Central Nebraska Phonograph Co.  | 1889          | Die Central Nebraska Phonograph Co. (Central Nebraska Phonograph Company) war eine Regionalgesellschaft der North American Phonograph Co. mit Sitz in Kearney, Nebraska. Präsident der Gesellschaft war E. A. Benson. Vertriebsgebiet war der zentrale und westliche Teil des US-Bundesstaats Nebraska. → Siehe auch: North American Phonograph Company. |
| Chicago Central Phonograph Co.   | 1890          | Die Chicago Central Phonograph Co. (Chicago Central Phonograph Company) war eine Regionalgesellschaft der North American Phonograph Co., gegründet im Jahre 1890. Das Unternehmen bestand nach der ersten Insolvenz der North American Phonograph Co. von 1890 weiter. Präsident der Gesellschaft im Jahre 1892 war Charles L. Raymond, Vizepräsident Ernest A. Hamill und Generalmanager George B. Hoit. Im selben Jahr erfolgt die Umfirmierung zur Chicago Talking Machine Co. → Siehe auch: North American Phonograph Company. |
| Chicago Talking Machine Co.      | 1892          | Die Chicago Talking Machine Co. (Chicago Talking Machine Company) wurde im Jahre 1892 von Charles Dickinson, H.B. Babson und Leon Forrest Douglass in Chicago, Illinois gegründet. Vorläufer des Unternehmens war die Chicago Central Phonograph Co. eine Regionalgesellschaft der North American Phonograph Company. Das Unternehmen firmierte auch unter der Bezeichnungen Talking Machine Co. sowie Talking Machine Co. of Chicago. Im Jahre 1897 übernimmt die Columbia Phonograph Company die Kontrolle des Unternehmens. Die Victor Talking Machine Company kauft das Unternehmen im Jahre 1905. Im Jahre 1916 erhält die Chicago Talking Machine Co., nachdem dieser mehrfach geändert wurde, ihren ursprünglichen Firmennamen wieder zurück. → Siehe auch: Victor Talking Machine Company, North American Phonograph Company und Columbia Phonograph Company. |
| Colorado and Utah Phonograph Co. | 1889          | Die Colorado and Utah Phonograph Co. (Colorado and Utah Phonograph Company) war eine Regionalgesellschaft der North American Phonograph Co., geleitet von S.W. Cantrill und John Barber. → Siehe auch: North American Phonograph Company. |
| Edison Phonograph Co.            | 1887          | Die Edison Phonograph Co. (Edison Phonograph Company) wurde im Oktober 1887 gegründet, mit der Zielsetzung die Patente von Thomas Alva Edison für dessen verbesserten Phonographen (Improved Phonograph und Perfected Phonograph) zu vermarkten, sowie die Weiterentwicklung dieser voranzutreiben. Das Unternehmen war in West Orange, New Jersey ansässig. Generalbevollmächtigter war Ezra T. Gilliland. Die Herstellung der Geräte und deren Zubehör erfolgte in dem eigens hierfür gegründeten Unternehmen Edison Phonograph Works. Im Juni 1888 wurde das die Edison Phonograph Co. für 500.000 US-Dollar an Jesse H. Lippincott verkauft. → Siehe auch: American Graphophone Company und North American Phonograph Company. |
| Edison Speaking Phonograph Co.   | 1878          | Die Edison Speaking Phonograph Co. (Edison Speaking Phonograph Company) wurde am 24. Januar 1878 gegründet. Die Aktionäre des Unternehmens waren Uriah H. Painter, Gardner Greene Hubbard, George L. Bradley, Charles A. Cheever und Hilbourne L. Roosevelt. Zielsetzung war die Produktion und der Vertrieb von Phonographen an Regierungsstellen und größere Firmen. Edison selbst, der sein Interesse am Phonographen verloren hatte und sich anderen Projekten zuwandte, beteiligte sich nicht an der Unternehmensführung. Er erhielt für die Übertragung der Patentrechte eine Einmalzahlung von 10.000 US-Dollar und die Zusage über eine zwanzigprozentige Gewinnbeteiligung. In den darauffolgenden Jahren gelang es der Speaking Phonograph Co. nicht ihre Geschäftsziele zu erreichen und wesentliche Weiterentwicklungen bezüglich des Phonographen zu verwirklichen. Diese erfolgten letztendlich durch die Mitglieder der Volta Laboratory Association Alexander Graham Bell, Chichester Alexander Bell und Charles Sumner Tainter. → Siehe auch: Volta Graphophone Company und Edison Speaking Phonograph Company. |
| Nebraska Phonograph Co.          | 1890          | Die Nebraska Phonograph Co. (Nebraska Phonograph Company) war eine Regionalgesellschaft der North American Phonograph Co. Präsident der Gesellschaft in den Jahren 1890 und 1892 war E.A. Benson, H.E. Cary von 1891 bis 1892 Vizepräsident und Generalmanager. In diesem Unternehmen tätigte der spätere Gründer der Victor Talking Machine Company Leon Forrest Douglass seine ersten Schritte in der Musikbranche. Sitz des Unternehmens war Omaha gelegen in Nebraska. → Siehe auch: North American Phonograph Company. |
| North American Phonograph Co.    | 1888          | Die North American Phonograph Co. (North American Phonograph Company) wurde gegründet am 14. Juli 1888 von Jesse H. Lippincott. Gegründet. Sie vereinte erstmals auf industrieller Ebene die Patente des Phonographen und des Graphophons. Insolvent im August 1894. Auch bezeichnet als American Phonograph Co. (American Phonograph Company) aufgrund des ursprünglich ersten Firmennamens, welcher vom 18. Juni bis zum 14. Juli 1888 benutzt wurde. → Siehe auch: North American Phonograph Company. |
| Volta Graphophone Co.            | 1886          | Die Volta Graphophone Co. (Volta Graphophone Company) wurde am 6. Januar 1886 (offiziell anerkannt am 3. Februar 1886) von den Mitgliedern der Volta Laboratory Association Alexander Graham Bell, Chichester Alexander Bell und Charles Sumner Tainter sowie James H. Savelle und Charles J. Bell, Bruder von Chichester Bell, seines Zeichens Bankier und Anwalt, in Alexandria, Virginia gegründet. Ziel des aus der Volta Laboratory Association hervorgegangenen Unternehmens, war die Vermarktung des Graphophons, dem Grunde nach eine Weiterentwicklung des von Thomas Alva Edison entwickelten Phonographen. Sitz und Forschungsstätte der Volta Graphophone Company lagen in Northwest, Washington, D.C. → Siehe auch: American Graphophone Company und Graphophon. |